# Astronautika u 1963.
◄◄ | ◄ | 1960. | 1961. | 1962. | 1963.  | 1964. | 1965. | 1966. | ► | ►►
Arhitektura • Astronautika • Astronomija • Biologija • Film • Fotografija • Glazba • Kazalište • Kemija • Kiparstvo • Knjige • Književnost • Kršćanstvo • Meteorologija • Medicina • Planinarstvo • Politika • Pravo • Promet • Slikarstvo • Strip • Šport • Televizija • Znanost • Zrakoplovstvo • Željeznički promet
Astronautika u 1963.

## Svemirske letjelice

### Letovi prema Mjesecu i tijelima Sunčevog sustava
- 5. travnja – prelet letjelice Luna 4 pored Mjeseca, na udaljenosti od 8336 km, najbliži do tada, propao pokušaj slijetanja
- 19. lipnja – prelet letjelice Mars 1 pored Marsa na udaljenosti od 193.000 km, najbliže do tada

## Vanjske poveznice
|  | Zajednički poslužitelj ima još gradiva o temi Svemirski letovi u 1963. |